# Eduard Bohlen (Schiff)
Die zweite Eduard Bohlen war ein von Blohm & Voss 1890/91 gebautes Kombischiff der Woermann-Linie (WL). Sie ersetzte das an die DOAL als Reichspostdampfer Reichstag abgegebene erste Schiff dieses Namens.
Die seit 1903 auf der Linie von Deutsch-Südwestafrika nach Kapstadt eingesetzte Eduard Bohlen lief am 5. September 1909 im Nebel in der Conception Bay an der Skelettküste des heutigen Namibia auf Grund. Durch Verlandung befindet sich das Wrack mittlerweile durchschnittlich 500 Meter vom Meer entfernt in der Namib.

## Geschichte
1888 bestellte die Woermann-Linie bei der Werft Blohm & Voss erstmals vier Dampfer mit einer größeren Passagiereinrichtung für ihren Dienst von Hamburg nach Westafrika. Die davor gelieferten zehn Dampfer der Reederei boten nur Platz für 15 bzw. 30 Passagiere. Die bestellten Neubauten sollten erstmals über 2000 BRT groß werden und Platz für 46 Passagiere bieten.
Der erste Neubau lief am 15. September 1889 als Eduard Bohlen vom Stapel und wurde am 18. November 1889 abgeliefert. Benannt wurde das Schiff nach dem Reeder und Konsul Eduard Bohlen. Der Stapellauf des zweiten Schiffes Aline Woermann erfolgte am 18. Februar 1890.

### Deutsche Ost-Afrika Linie
Am 19. April 1890 wurde dann in Hamburg die Deutsche Ost-Afrika Linie (DOAL) gegründet, die am 9. Mai mit dem Deutschen Reich einen Subventionsvertrag zum Betrieb einer Reichspostdampferlinie von Hamburg zur Delagoa Bay abschloss, ohne über eigene Schiffe zu verfügen. Um die Vertragsbedingungen schnell zu erfüllen, wurden die beiden vorgenannten Schiffe der Woermann-Linie an die von Adolph Woermann geleitete DOAL verkauft.
Die Aline Woermann wurde in Bundesrath umbenannt und unter diesem Namen bereits an die neue Reederei abgeliefert. Sie blieb bis zum Herbst 1909 im Dienst der DOAL und wurde dann verschrottet.
Die erste Eduard Bohlen wurde in Reichstag umbenannt und trat am 23. Juli 1890 die erste Versuchsreise eines Postdampfers der DOAL nach Ostafrika an. Beide Schiffe genügten den Bedingungen des Reichspostdampfervertrages und wurden bis nach der Jahrhundertwende als Reichspostdampfer auf der Hauptlinie eingesetzt. Seit 1902 auf der Nebenlinie von Durban nach Bombay eingesetzt, wurde die Reichstag im Herbst 1910 in die Türkei verkauft, wo sie den Namen Sabah erhielt. 1911 von den Italienern während des Italienisch-Türkischen Krieges beschlagnahmt, lief sie bis 1923 unter italienischer Flagge als Libano, Fido und Ida, bevor sie abgewrackt wurde.

### Die „Ersatzbauten“
Die beiden an die DOAL abgegebenen Schiffe wurden durch die beiden bereits bei Blohm & Voss bestellten weiteren Neubauten ersetzt und erhielten die Namen der abgegebenen Schiffe.
Die zweite Eduard Bohlen wurde unter der Baunummer 75 gefertigt, lief am 23. Oktober 1890 vom Stapel und wurde am 28. Januar 1891 an die Woermann-Linie abgeliefert, die ab 1891 auch gelegentlich Deutsch-Südwestafrika anlief und ab 1893 ein festes Liniennetz aus Hamburg an die afrikanische Küste von Marokko bis Angola betrieb. Die Woermann-Linie bestellte allerdings bis 1900 vor allem kleine Frachtschiffe der Jeanette Woermann-Klasse und keine Neubauten für den Passagierverkehr, sondern erwarb ältere Postdampfer der Hamburg-Süd wie die als Adolph Woermann in Dienst genommene Belgrano.

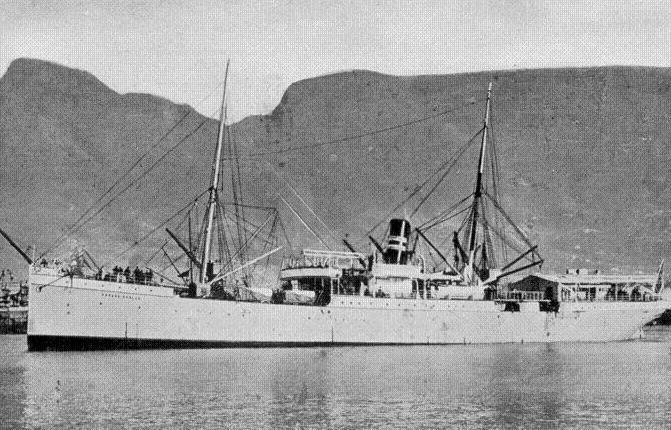
Eduard Bohlen im Küstendienst

1895 war die deutsche Reederei Mitbegründerin der Société Maritime du Congo, der sie bis 1898 die Eduard Bohlen zur Verfügung stellte, die in dieser Zeit unter belgischer Flagge lief. Die belgische Tochtergesellschaft erhielt 1898 noch ein in Großbritannien gebautes Kombischiff von 3757 BRT mit dem Namen Bruxellesville.
1903 ersetzte die Eduard Bohlen die bisherigen kleinen Schiffe auf der Linie von Deutsch-Südwestafrika nach Kapstadt. 1906 wurde diese Linie durch den Einsatz des Schwesterschiffes Aline Woermann, das allerdings 1908 verkauft wurde, ergänzt.
Am 5. September 1909 strandete die Eduard Bohlen auf einer Reise von Swakopmund nach Kapstadt bei dichtem Nebel in der Conception Bay und konnte nicht wieder abgebracht werden.

### Schicksal der Schwesterschiffe
| Name           | BauNr. | BRT  | Stapellauf Indienststellung | weiteres Schicksal |
| -------------- | ------ | ---- | --------------------------- | --- |
| Reichstag      | Nr. 67 | 2202 | 15.09.1889 18.11.1889       | bis zum 7. Juli 1890 Eduard Bohlen, dann Reichspostdampfer der DOAL, ab 1902 Dienst auf Nebenlinie nach Bombay, 1910 Verkauf in die Türkei, 1911 von Italien erbeutet, 1923 verschrottet |
| Bundesrath     | Nr. 70 | 2192 | 18.02.1890 25.03.1891       | als Aline Woermann vom Stapel, Reichspostdampfer der DOAL, ab 1903 Dienst auf Nebenlinie nach Bombay, Oktober 1909 Verkauf zum Abbruch                                                   |
| Aline Woermann | Nr. 77 | 2378 | 21.02.1891 20.04.1893       | Westafrika-Dienst, 1906 Deutsch-Südwestafrika-Kapstadt-Dienst, 1908 Verkauf nach China, 1918 verschollen                                                                                 |